# Deller Consort
Das Deller Consort war ein englisches Vokal- und Instrumentalensemble, das sich der frühen englischen Musik widmete, gegründet 1948 vom Countertenor Alfred Deller. Es bestand bis 1986.
Die Besetzung des Ensembles wechselte über die Jahre, zu den Mitgliedern zählten u. a. Rogers Covey-Crump, Gerald English, Paul Elliott, Leigh Nixon, Dominique Visse, Lynne Dawson, Igor Kipnis, Patricia Clark, Grayston Burgess, Mary Thomas und Neil Jenkins. 
1964 trat Mark Deller, Sohn des Gründers und ebenfalls Countertenor, dem Ensemble bei und übernahm nach dem Tod seines Vaters 1979 die Leitung.
Mehr als zwanzig Jahre lang ging das Ensemble auf Tournee und feierte mit seinen Interpretationen der englischen Musik der Renaissance große Erfolge.